# Trygetus nitidissimus
Trygetus nitidissimus är en spindelart som beskrevs av Simon 1882. Trygetus nitidissimus ingår i släktet Trygetus och familjen Zodariidae. Inga underarter finns listade i Catalogue of Life.